# Associazione Sportiva Crotone 1984-1985
Questa voce raccoglie le informazioni riguardanti l'Associazione Sportiva Crotone nelle competizioni ufficiali della stagione 1984-1985.

## Rosa
| N. |                   | Ruolo | Calciatore         |
| -- | ----------------- | ----- | ------------------ |
|    | Italia (bandiera) | p     |                    |
|    | Italia (bandiera) | C     | Giorgio Bilotta    |
|    | Italia (bandiera) | P     | Vincenzo Cangelosi |
|    | Italia (bandiera) | C     | Lorenzo Federico   |
|    | Italia (bandiera) | P     | Luciano Garito     |
|    | Italia (bandiera) | C     | Walter Giobbio     |
|    | Italia (bandiera) | D     | Gennaro Grillo     |
|    | Italia (bandiera) | C     | Luigi La Vecchia   |
|    | Italia (bandiera) | D     | Massimo Lo Verde   |
|    | Italia (bandiera) | C     | Massimo Massarini  |
|    | Italia (bandiera) | D     | Fabio Mucciola     |
|    | Italia (bandiera) | P     | Maurizio Nicoletta |

| 23 settembre 1984 1ª giornata | Crotone | 2 – 1 | Ischia Isolaverde |  |

| 30 settembre 1984 2ª giornata | Canicattì | 2 – 1 | Crotone |  |

| 7 ottobre 1984 3ª giornata | Crotone | 1 – 1 | Siracusa |  |

| 14 ottobre 1984 4ª giornata | Aesernia | 1 – 1 | Crotone |  |

| 21 ottobre 1984 5ª giornata | Licata | 1 – 1 | Crotone |  |

| 28 ottobre 1984 6ª giornata | Crotone | 1 – 1 | Potenza |  |

| 4 novembre 1984 7ª giornata | Rende | 1 – 0 | Crotone |  |

| 11 novembre 1984 8ª giornata | Crotone | 1 – 2 | Frosinone |  |

| 18 novembre 1984 9ª giornata | Nissa | 1 – 0 | Crotone |  |

| 25 novembre 1984 10ª giornata | Crotone | 1 – 1 | Paganese |  |

| 2 dicembre 1984 11ª giornata | Crotone | 3 – 1 | Turris |  |

| 9 dicembre 1984 12ª giornata | Sorrento | 1 – 0 | Crotone |  |

| 16 dicembre 1984 13ª giornata | Frattese | 1 – 1 | Crotone |  |

| 23 dicembre 1984 14ª giornata | Crotone | 1 – 0 | Gladiator |  |

| 6 gennaio 1985 15ª giornata | Alcamo | 2 – 0 | Crotone |  |

| 13 gennaio 1985 16ª giornata | Crotone | 2 – 1 | Afragolese |  |

| 20 gennaio 1985 17ª giornata | Ercolanese | 2 – 1 | Crotone |  |

| 3 febbraio 1985 18ª giornata | Ischia Isolaverde | 1 – 1 | Crotone |  |

| 10 febbraio 1985 19ª giornata | Crotone | 1 – 1 | Canicattì |  |

| 17 febbraio 1985 20ª giornata | Siracusa | 2 – 0 | Crotone |  |

| 24 febbraio 1985 21ª giornata | Crotone | 1 – 1 | Aesernia |  |

| 3 marzo 1985 22ª giornata | Crotone | 0 – 0 | Licata |  |

| 10 marzo 1985 23ª giornata | Potenza | 3 – 1 | Crotone |  |

| 17 marzo 1985 24ª giornata | Crotone | 0 – 0 | Rende |  |

| 24 marzo 1985 25ª giornata | Frosinone | 2 – 0 | Crotone |  |

| 6 aprile 1985 26ª giornata | Crotone | 1 – 1 | Nissa |  |

| 14 aprile 1985 27ª giornata | Paganese | 2 – 0 | Crotone |  |

| 21 aprile 1985 28ª giornata | Turris | 1 – 0 | Crotone |  |

| 5 maggio 1985 29ª giornata | Crotone | 0 – 0 | Sorrento |  |

| 12 maggio 1985 30ª giornata | Crotone | 2 – 0 | Frattese |  |

| 19 maggio 1985 31ª giornata | Gladiator | 0 – 0 | Crotone |  |

| 26 maggio 1985 32ª giornata | Crotone | 0 – 0 | Alcamo |  |

| 2 giugno 1985 33ª giornata | Afragolese | 1 – 1 | Crotone |  |

| 9 giugno 1985 34ª giornata | Crotone | 2 – 2 | Ercolanese |  |

| F.C. Crotone – Archivio delle stagioni                | F.C. Crotone – Archivio delle stagioni |
| ----------------------------------------------------- | --- |
| Unione Sportiva Crotone                               | 1945-46 · 1946-47 · 1947-48 · 1948-49 · 1949-50 · 1950-51 · 1951-52 · 1952-53 · 1953-54 · 1953-54 · 1954-55 · 1955-56 · 1956-57 · 1957-58 · 1958-59 · 1959-60 · 1960-61 · 1961-62 · 1962-63 · 1963-64 · 1964-65 · 1965-66 · 1966-67 · 1967-68 · 1968-69 · 1969-70 · 1970-71 · 1971-72 · 1972-73 · 1973-74 · 1974-75 · 1975-76 · 1976-77 · 1977-78 · 1978-79 |
| Associazione Sportiva Crotone                         | 1979-80 · 1980-81 · 1981-82 · 1982-83 · 1983-84 · 1984-85 · 1985-86 |
| Kroton Calcio                                         | 1986-87 · 1987-88 · 1988-89 · 1989-90 · 1990-91 |
| Nuova Crotone Associazione Polisportiva Mini Juventus | 1991-92 · 1992-93 |
| Football Club Crotone Calcio                          | 1993-94 · 1994-95 · 1995-96 · 1996-97 · 1997-98 · 1998-99 · 1999-00 · 2000-01 |
| Football Club Crotone                                 | 2001-02 · 2002-03 · 2003-04 · 2004-05 · 2005-06 · 2006-07 · 2007-08 · 2008-09 · 2009-10 · 2010-11 · 2011-12 · 2012-13 · 2013-14 · 2014-15 · 2015-16 · 2016-17 · 2017-18 · 2018-19 · 2019-20 · 2020-21 · 2021-22 · 2022-23 · 2023-24 · 2024-25 |

| Girone A | Ancona · Asti TSC · Brescia · Carrarese · Jesi · L.R. Vicenza · Legnano · Livorno · Modena · Pavia · Piacenza · Pistoiese · Reggiana · Rimini · Rondinella Marzocco · Sanremese · SPAL · Treviso   |
| Girone B | Akragas · Barletta · Benevento · Campania · Casarano · Casertana · Catanzaro · Cavese · Cosenza · Foggia · Francavilla · Messina · Monopoli · Nocerina · Palermo · Reggina · Salernitana · Ternana |

| Girone A | Alessandria · Carbonia · Civitavecchia · Derthona · Imperia · Lodigiani · Lucchese · Massese · Montevarchi · Nuorese · Olbia · Pontedera · Prato · Savona · Siena · Spezia · Torres · Vogherese                          |
| Girone B | Fanfulla · Gorizia · Mantova · Mestre · Mira · Montebelluna · Novara · Omegna · Ospitaletto · Pergocrema · Pievigina · Pordenone · Pro Patria · Pro Vercelli · Rhodense · Trento · Venezia · Virescit Boccaleone         |
| Girone C | Brindisi · Cattolica · Centese · Cesenatico · Civitanovese · Fano · Fermana · Fidelis Andria · Foligno · Forlì · Giulianova · Maceratese · Martina · Matera · Pro Italia Galatina · Sassuolo · Teramo · Vigor Senigallia |
| Girone D | Aesernia · Afragolese · Alcamo · Canicattì · Crotone · Ercolanese · Frattese · Frosinone · Gladiator · Ischia Isolaverde · Licata · Nissa · Paganese · Potenza · Rende · Siracusa · Sorrento · Turris                    |

| Girone A | Ancona · Asti TSC · Brescia · Carrarese · Jesi · L.R. Vicenza · Legnano · Livorno · Modena · Pavia · Piacenza · Pistoiese · Reggiana · Rimini · Rondinella Marzocco · Sanremese · SPAL · Treviso   |
| Girone B | Akragas · Barletta · Benevento · Campania · Casarano · Casertana · Catanzaro · Cavese · Cosenza · Foggia · Francavilla · Messina · Monopoli · Nocerina · Palermo · Reggina · Salernitana · Ternana |

| Girone A | Alessandria · Carbonia · Civitavecchia · Derthona · Imperia · Lodigiani · Lucchese · Massese · Montevarchi · Nuorese · Olbia · Pontedera · Prato · Savona · Siena · Spezia · Torres · Vogherese                          |
| Girone B | Fanfulla · Gorizia · Mantova · Mestre · Mira · Montebelluna · Novara · Omegna · Ospitaletto · Pergocrema · Pievigina · Pordenone · Pro Patria · Pro Vercelli · Rhodense · Trento · Venezia · Virescit Boccaleone         |
| Girone C | Brindisi · Cattolica · Centese · Cesenatico · Civitanovese · Fano · Fermana · Fidelis Andria · Foligno · Forlì · Giulianova · Maceratese · Martina · Matera · Pro Italia Galatina · Sassuolo · Teramo · Vigor Senigallia |
| Girone D | Aesernia · Afragolese · Alcamo · Canicattì · Crotone · Ercolanese · Frattese · Frosinone · Gladiator · Ischia Isolaverde · Licata · Nissa · Paganese · Potenza · Rende · Siracusa · Sorrento · Turris                    |

| 23 settembre 1984 1ª giornata | Crotone | 2 – 1 | Ischia Isolaverde |  |

| 30 settembre 1984 2ª giornata | Canicattì | 2 – 1 | Crotone |  |

| 7 ottobre 1984 3ª giornata | Crotone | 1 – 1 | Siracusa |  |

| 14 ottobre 1984 4ª giornata | Aesernia | 1 – 1 | Crotone |  |

| 21 ottobre 1984 5ª giornata | Licata | 1 – 1 | Crotone |  |

| 28 ottobre 1984 6ª giornata | Crotone | 1 – 1 | Potenza |  |

| 4 novembre 1984 7ª giornata | Rende | 1 – 0 | Crotone |  |

| 11 novembre 1984 8ª giornata | Crotone | 1 – 2 | Frosinone |  |

| 18 novembre 1984 9ª giornata | Nissa | 1 – 0 | Crotone |  |

| 25 novembre 1984 10ª giornata | Crotone | 1 – 1 | Paganese |  |

| 2 dicembre 1984 11ª giornata | Crotone | 3 – 1 | Turris |  |

| 9 dicembre 1984 12ª giornata | Sorrento | 1 – 0 | Crotone |  |

| 16 dicembre 1984 13ª giornata | Frattese | 1 – 1 | Crotone |  |

| 23 dicembre 1984 14ª giornata | Crotone | 1 – 0 | Gladiator |  |

| 6 gennaio 1985 15ª giornata | Alcamo | 2 – 0 | Crotone |  |

| 13 gennaio 1985 16ª giornata | Crotone | 2 – 1 | Afragolese |  |

| 20 gennaio 1985 17ª giornata | Ercolanese | 2 – 1 | Crotone |  |

| 3 febbraio 1985 18ª giornata | Ischia Isolaverde | 1 – 1 | Crotone |  |

| 10 febbraio 1985 19ª giornata | Crotone | 1 – 1 | Canicattì |  |

| 17 febbraio 1985 20ª giornata | Siracusa | 2 – 0 | Crotone |  |

| 24 febbraio 1985 21ª giornata | Crotone | 1 – 1 | Aesernia |  |

| 3 marzo 1985 22ª giornata | Crotone | 0 – 0 | Licata |  |

| 10 marzo 1985 23ª giornata | Potenza | 3 – 1 | Crotone |  |

| 17 marzo 1985 24ª giornata | Crotone | 0 – 0 | Rende |  |

| 24 marzo 1985 25ª giornata | Frosinone | 2 – 0 | Crotone |  |

| 6 aprile 1985 26ª giornata | Crotone | 1 – 1 | Nissa |  |

| 14 aprile 1985 27ª giornata | Paganese | 2 – 0 | Crotone |  |

| 21 aprile 1985 28ª giornata | Turris | 1 – 0 | Crotone |  |

| 5 maggio 1985 29ª giornata | Crotone | 0 – 0 | Sorrento |  |

| 12 maggio 1985 30ª giornata | Crotone | 2 – 0 | Frattese |  |

| 19 maggio 1985 31ª giornata | Gladiator | 0 – 0 | Crotone |  |

| 26 maggio 1985 32ª giornata | Crotone | 0 – 0 | Alcamo |  |

| 2 giugno 1985 33ª giornata | Afragolese | 1 – 1 | Crotone |  |

| 9 giugno 1985 34ª giornata | Crotone | 2 – 2 | Ercolanese |  |

| F.C. Crotone – Archivio delle stagioni                | F.C. Crotone – Archivio delle stagioni |
| ----------------------------------------------------- | --- |
| Unione Sportiva Crotone                               | 1945-46 · 1946-47 · 1947-48 · 1948-49 · 1949-50 · 1950-51 · 1951-52 · 1952-53 · 1953-54 · 1953-54 · 1954-55 · 1955-56 · 1956-57 · 1957-58 · 1958-59 · 1959-60 · 1960-61 · 1961-62 · 1962-63 · 1963-64 · 1964-65 · 1965-66 · 1966-67 · 1967-68 · 1968-69 · 1969-70 · 1970-71 · 1971-72 · 1972-73 · 1973-74 · 1974-75 · 1975-76 · 1976-77 · 1977-78 · 1978-79 |
| Associazione Sportiva Crotone                         | 1979-80 · 1980-81 · 1981-82 · 1982-83 · 1983-84 · 1984-85 · 1985-86 |
| Kroton Calcio                                         | 1986-87 · 1987-88 · 1988-89 · 1989-90 · 1990-91 |
| Nuova Crotone Associazione Polisportiva Mini Juventus | 1991-92 · 1992-93 |
| Football Club Crotone Calcio                          | 1993-94 · 1994-95 · 1995-96 · 1996-97 · 1997-98 · 1998-99 · 1999-00 · 2000-01 |
| Football Club Crotone                                 | 2001-02 · 2002-03 · 2003-04 · 2004-05 · 2005-06 · 2006-07 · 2007-08 · 2008-09 · 2009-10 · 2010-11 · 2011-12 · 2012-13 · 2013-14 · 2014-15 · 2015-16 · 2016-17 · 2017-18 · 2018-19 · 2019-20 · 2020-21 · 2021-22 · 2022-23 · 2023-24 · 2024-25 |

| Girone A | Ancona · Asti TSC · Brescia · Carrarese · Jesi · L.R. Vicenza · Legnano · Livorno · Modena · Pavia · Piacenza · Pistoiese · Reggiana · Rimini · Rondinella Marzocco · Sanremese · SPAL · Treviso   |
| Girone B | Akragas · Barletta · Benevento · Campania · Casarano · Casertana · Catanzaro · Cavese · Cosenza · Foggia · Francavilla · Messina · Monopoli · Nocerina · Palermo · Reggina · Salernitana · Ternana |

| Girone A | Alessandria · Carbonia · Civitavecchia · Derthona · Imperia · Lodigiani · Lucchese · Massese · Montevarchi · Nuorese · Olbia · Pontedera · Prato · Savona · Siena · Spezia · Torres · Vogherese                          |
| Girone B | Fanfulla · Gorizia · Mantova · Mestre · Mira · Montebelluna · Novara · Omegna · Ospitaletto · Pergocrema · Pievigina · Pordenone · Pro Patria · Pro Vercelli · Rhodense · Trento · Venezia · Virescit Boccaleone         |
| Girone C | Brindisi · Cattolica · Centese · Cesenatico · Civitanovese · Fano · Fermana · Fidelis Andria · Foligno · Forlì · Giulianova · Maceratese · Martina · Matera · Pro Italia Galatina · Sassuolo · Teramo · Vigor Senigallia |
| Girone D | Aesernia · Afragolese · Alcamo · Canicattì · Crotone · Ercolanese · Frattese · Frosinone · Gladiator · Ischia Isolaverde · Licata · Nissa · Paganese · Potenza · Rende · Siracusa · Sorrento · Turris                    |

| Girone A | Ancona · Asti TSC · Brescia · Carrarese · Jesi · L.R. Vicenza · Legnano · Livorno · Modena · Pavia · Piacenza · Pistoiese · Reggiana · Rimini · Rondinella Marzocco · Sanremese · SPAL · Treviso   |
| Girone B | Akragas · Barletta · Benevento · Campania · Casarano · Casertana · Catanzaro · Cavese · Cosenza · Foggia · Francavilla · Messina · Monopoli · Nocerina · Palermo · Reggina · Salernitana · Ternana |

| Girone A | Alessandria · Carbonia · Civitavecchia · Derthona · Imperia · Lodigiani · Lucchese · Massese · Montevarchi · Nuorese · Olbia · Pontedera · Prato · Savona · Siena · Spezia · Torres · Vogherese                          |
| Girone B | Fanfulla · Gorizia · Mantova · Mestre · Mira · Montebelluna · Novara · Omegna · Ospitaletto · Pergocrema · Pievigina · Pordenone · Pro Patria · Pro Vercelli · Rhodense · Trento · Venezia · Virescit Boccaleone         |
| Girone C | Brindisi · Cattolica · Centese · Cesenatico · Civitanovese · Fano · Fermana · Fidelis Andria · Foligno · Forlì · Giulianova · Maceratese · Martina · Matera · Pro Italia Galatina · Sassuolo · Teramo · Vigor Senigallia |
| Girone D | Aesernia · Afragolese · Alcamo · Canicattì · Crotone · Ercolanese · Frattese · Frosinone · Gladiator · Ischia Isolaverde · Licata · Nissa · Paganese · Potenza · Rende · Siracusa · Sorrento · Turris                    |